# Дьяконов, Михаил Васильевич (архитектор)
Михаил Васильевич Дьяконов (11 [24] апреля 1902, Калуга — 25 октября 1980, Москва) — советский архитектор, реставратор и историк архитектуры.

## Биография
Родился 11 (24) апреля 1902 года в Калуге в семье фельдшера. Принимал участие в Гражданской войне. Поступил и окончил Калужский строительный техникум и архитектурное отделение Сибирского политехнического института в Томске в 1929 году. В 1929 году переехал в Москву и занимал должность архитектора-проектировщика вплоть до 1941 года. В эти годы им было осуществлено строительство свыше 30 архитектурных объектов в Москве и Московской области. Вёл архитектурный надзор на строительстве дома Центросоюза, работал на строительстве ВСХВ. С 1936 года занимался изучением памятников старины.
В 1941 году после начала войны был призван в армию, был ранен и награждён Орденом Красной Звезды и медалями.
Начиная с конца 1945 года работал в Инспекции государственной охраны памятников Мособлисполкома, обследовал сотни памятников архитектуры, составил проекты реставрации ряда подмосковных усадеб. С 1951 по 1962 год работал в Центральных научно-реставрационных мастерских Академии архитектуры СССР.
Собирал материалы для словаря русских архитекторов. Часть из них была опубликована под названием «К биографическому словарю московских зодчих XVIII—XIX вв.» в сборнике «Русский город». Вып. 2—5, М., 1976, 1979—1982. Соавтор книг «Памятные места Московской области» и «Памятники архитектуры Московской области».
Член Союза архитекторов СССР с 1934 года. С 1946 по 1962 год член бюро Секции охраны памятников архитектуры Московской организации Союза архитекторов. Опубликовал ряд научных трудов.
Жил в Москве в проезде Девичьего поля, 2; с 1950-х — на Ленинском проспекте, 44. В 1962 году вышел на пенсию. Скончался 25 октября 1980 года в Москве. Кремирован, урна с прахом захоронена в Колумбарии Ваганьковского кладбища (секция № 16, ниша 91).

## Реставрация памятников
- Ансамбль XVIII—XIX веков в усадьбе Гребнево в Московской области (1951—1956)[1]
- Усадьба Михалково в Москве (1953—1955)[1]
- Усадьба Марфино в Московской области (1953—1957)[1]
- Дворцово-парковый ансамбль Царицыно в Москве (1955—1958)[1]
- Гостиный двор в Калуге (1960)[1]
- Усадьба Горенки в Московской области[5]

## Награды
- Медаль «За боевые заслуги» (24 сентября 1944)[6]
- Орден Красной Звезды (15 мая 1945)[2]